# Армения на «Детском Евровидении»
Армения участвует на Детском конкурсе песни Евровидение 17 раз, начиная с 2007-го года.

## История

### 2007—2009
В 2007 году Армения впервые приняла участие на детском конкурсе песни Евровидение. Дебютировав, Армения послала в Роттердам популярную группу своей страны «Аревик» с песней Мечта. Группа заняла 2-е место, отстав от представителя из Беларуси Алексея Жигалковича всего лишь на 1 очко, и при этом Беларусь голосовала самой последней.
В 2008 году Армению представила Моника Манучарова из города Гюмри с песней «Im ergi hnchuny», которая заняла 8-е место. А в 2009 году Армению представляла Луара Айрапетян с песней «Барселона», которая принесла Армении, поделив второе место с участницей от России, Катей Рябовой.

### 2010—2019
Армения впервые победила в 2010-м году, когда страну представлял Владимир Арзуманян, родом из Нагорного-Карабаха, набравший 120 баллов с песней «Мама». Победа была одержана с отрывом от России которое заняло второе место, в 1 балл.
На родной земле в Ереване в 2011 году, певица Далита спела «Welcome to Armenia», и заняла пятое место среди 13-и участников
В 2012 году, Compass Band представляли Армению с песней «Sweetie Baby» в Амстердаме и заняла там 3 место.
На конкурсе 2013-го года, Армению представляла Моника Аванесян, исполнившая «Choco Fabric» в Киеве, заняв 6 место.
В 2014 году, Армения отправила на Мальту известную армянскую певицу и телеведущую Элизабет Даниелян, которая выступила под именем Бетти. Там она исполнила песню собственного сочинения «People Of The Sun» и заняла 3 место с отрывом в 1 балл от представительницы Болгарии Крисии Тодоровой.
В 2015 году, Армению путём внутреннего отбора представил Микаэль Варосян (Мика). Со своей песней «Love» он занял второе место.
В 2016 году, Армению представил дуэт Анаит и Мэри, который путем внутреннего отбора был выбран 10 августа 2016 года. 28 октября была представлена песня «Tarber». 20 ноября 2016 года со своей песней «Tarber» они заняли второе место, уступив лишь Мариам Мамадашвили из Грузии.
В 2017 году, Армения снова выбирает участника внутренним отбором. Участником от Армении в Тбилиси на Детском Евровидении 2017 стал Михаил Григорян с песней «Boomerang», где он занял 6 место.
В 2018 году Армения вернулась к открытому отбору выбора исполнителя и песни. Победителем отбора и представителем Армении на Детском Евровидении 2018 в Минске стал L.E.V.O.N. с песней L.E.V.O.N., где он занял 9 место.
В 2019 году Армения путем национального отбора выбрала Карину Игнатян. 24 ноября 2019 года в Гливице Карина выступила с песней «Colours of Your Dream» и заняла 9 место с 115 баллами.

### 2020—по настоящее время
Изначально Армения должна была участвовать в 2020 году в Варшаве и даже была выбрана представительница и песня. Выступать должна была Малена с песней "Why", однако заявка была снята из-за вооружённого конфликта в Нагорном Карабахе. А участие Малены был перенесён на следующий год.
В 2021 году в Париже выступила Малена с песней «Qami Qami» и одержала победу, набрав 224 балла, тем самым принесла Армении вторую победу.
На конкурсе в 2022 году, проходящем в Ереване, Армению представила Наре с песней «DANCE!». Набрав 180 баллов и получив 2 место, уступила только Франции
В 2023 году Армению представила гёрл-группа Yan Girls с песней «Do It My Way» (  рус.«Сделай это по моему») и заняли 3 место со 180 баллами.

## Участники
Победитель
     Второе место
     Третье место
     Четвёртое место
     Пятое место
     Последнее место
     Не участвовала или была дисквалифицирована
     Несостоявшееся участие
| 2007 | Роттердам | Аревик             | «Erazanq» (Երազանք)                   | «Мечта»                      | Армянский             | 2            | 136          |
| 2008 | Лимасол   | Моника Манучарова  | «Im Ergi Hnchyune» (Իմ երգի հնչյունը) | «Звук моей песни»            | Армянский             | 8            | 59           |
| 2009 | Киев      | Луара Айрапетян    | «Barcelona» (Բարսելոնա)               | «Барселона»                  | Армянский             | 2            | 116          |
| 2010 | Минск     | Владимир Арзуманян | «Mama» (Մամա)                         | «Мама»                       | Армянский             | 1            | 120          |
| 2011 | Ереван    | Далита             | «Welcome to Armenia»                  | «Добро пожаловать в Армению» | Армянский, английский | 5            | 85           |
| 2012 | Амстердам | Compass Band       | «Sweetie Baby»                        | «Сладкая малышка»            | Армянский, английский | 3            | 98           |
| 2013 | Киев      | Моника Аванесян    | «Choco Factory»                       | «Шоколадная фабрика»         | Армянский, английский | 6            | 69           |
| 2014 | Марса     | Бетти              | «People of the Sun»                   | «Люди солнца»                | Армянский, английский | 3            | 146          |
| 2015 | София     | Мика               | «Love»                                | «Любовь»                     | Армянский, английский | 2            | 176          |
| 2016 | Валлетта  | Анаит и Мэри       | «Tarber» (Տարբեր)                     | «Разные»                     | Армянский, английский | 2            | 232          |
| 2017 | Тбилиси   | Михаил Григорян    | «Boomerang»                           | «Бумеранг»                   | Армянский, английский | 6            | 148          |
| 2018 | Минск     | L.E.V.O.N          | «L.E.V.O.N»                           | «Л.Е.В.О.Н»                  | Армянский             | 9            | 125          |
| 2019 | Гливице   | Карина Игнатян     | «Colours of Your Dream»               | «Цвета твоей мечты»          | Армянский, английский | 9            | 115          |
| 2020 | Варшава   | Малена             | «Why»                                 | «Почему»                     | Армянский, английский | Сняла заявку | Сняла заявку |
| 2021 | Париж     | Малена             | «Qami Qami» (Քամի Քամի)               | «Ветер ветер»                | Армянский, английский | 1            | 224          |
| 2022 | Ереван    | Наре               | «DANCE!»                              | «Танцуй!»                    | Армянский, английский | 2            | 180          |
| 2023 | Ницца     | Yan Girls          | «Do It My Way»                        | «Сделай это по-моему»        | Армянский, английский | 3            | 180          |
| 2024 | Мадрид    | Лео                | «Cosmic Friend»                       | «Космический друг»           | Армянский, английский | 8            | 125          |
| 2025 | Тбилиси   |                    |                                       |                              |                       |              |              |

### Фотогалерея

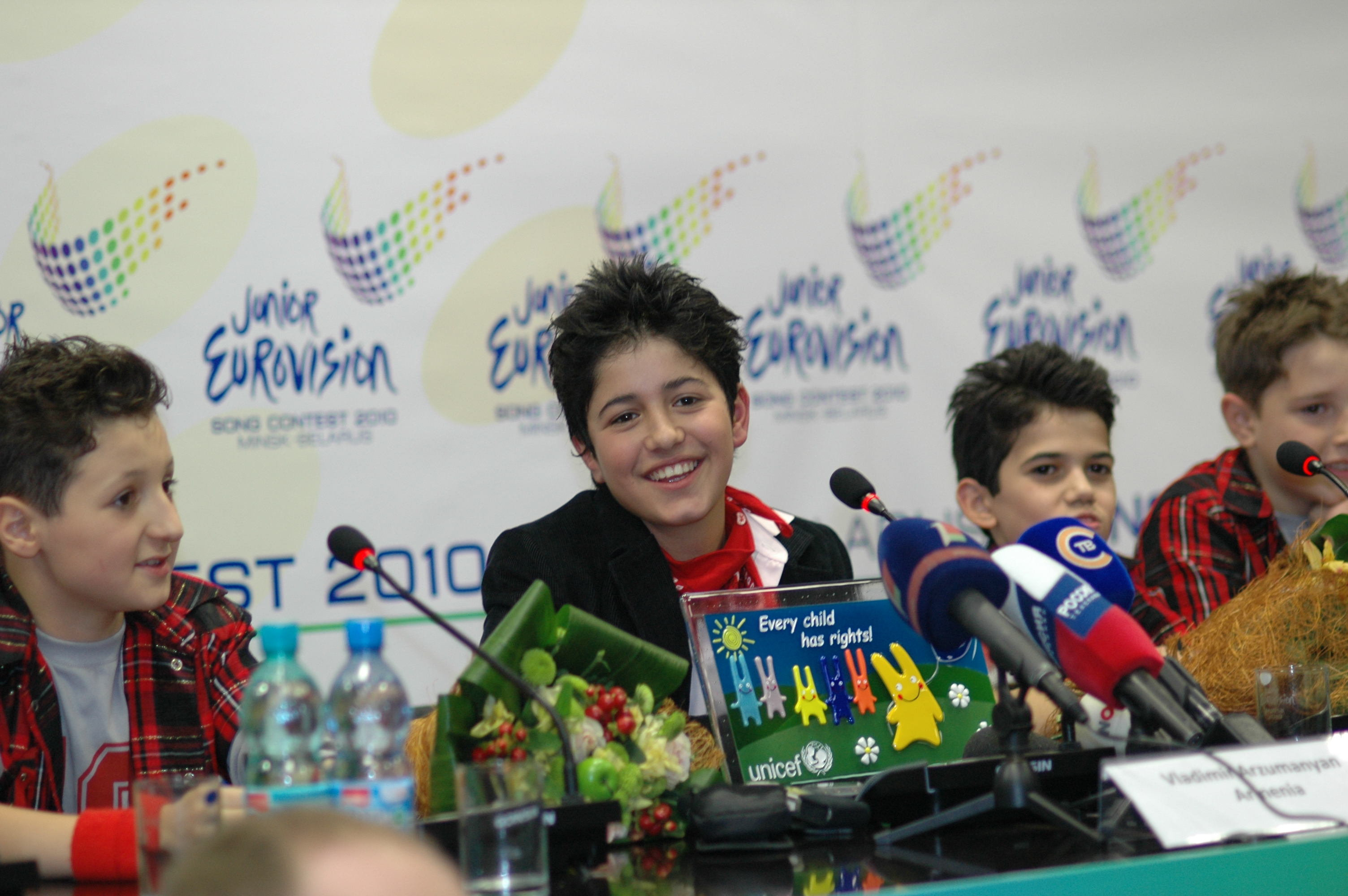
Владимир Арзуманян в Минске (2010)
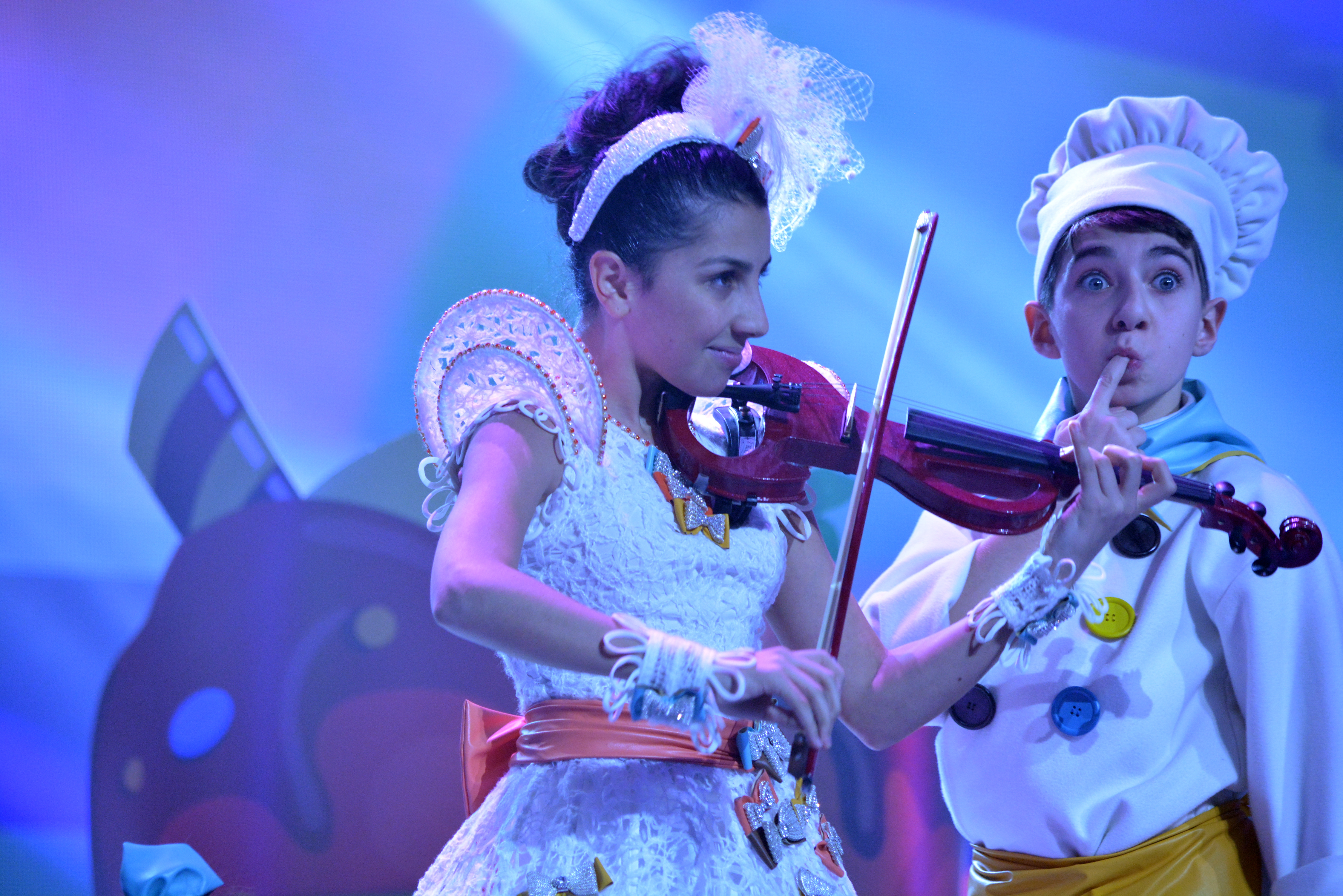
Моника Аванесян в Киеве (2013)
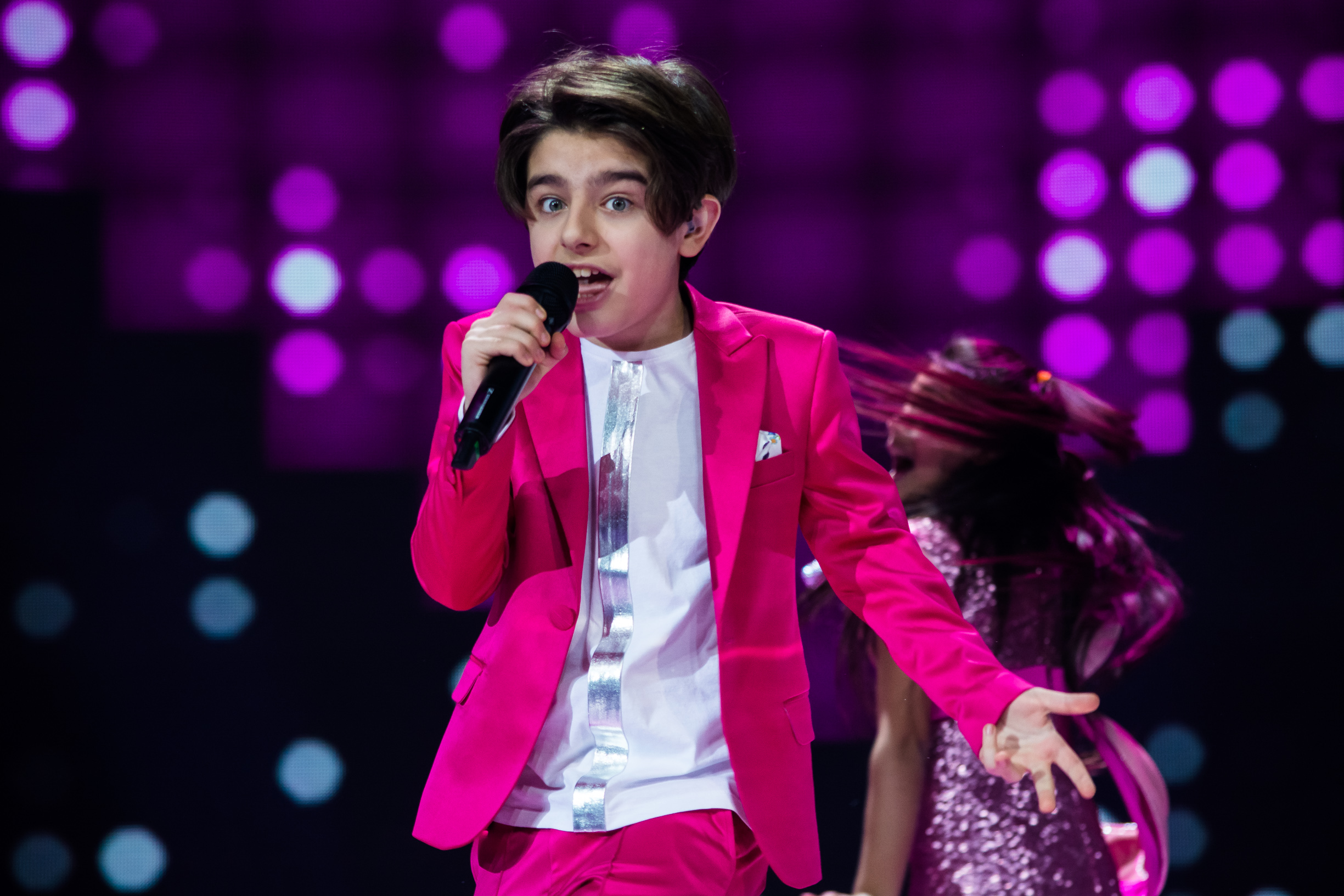
Мика в Софии (2015)
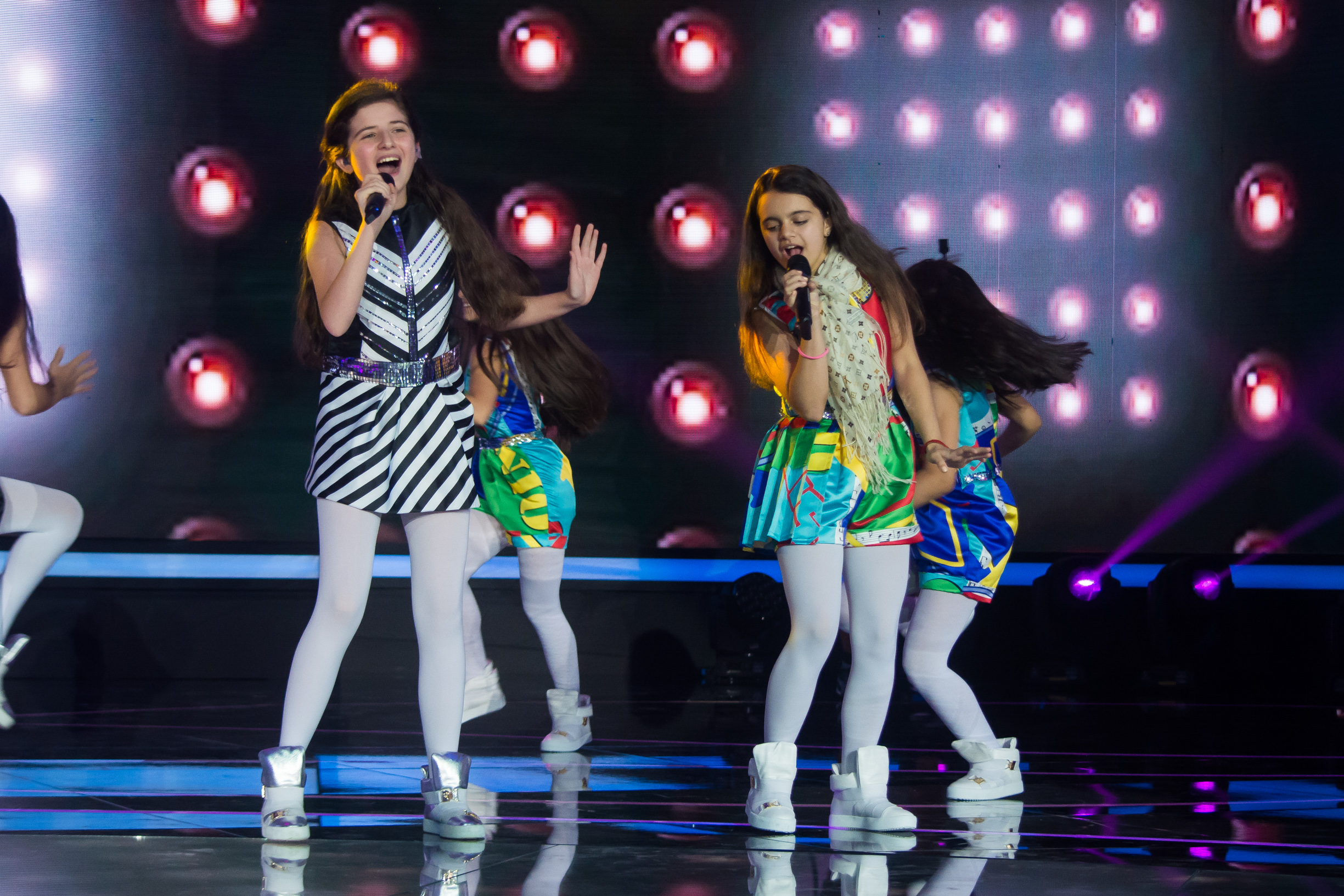
Анаит и Мэри в Валлетте (2016)
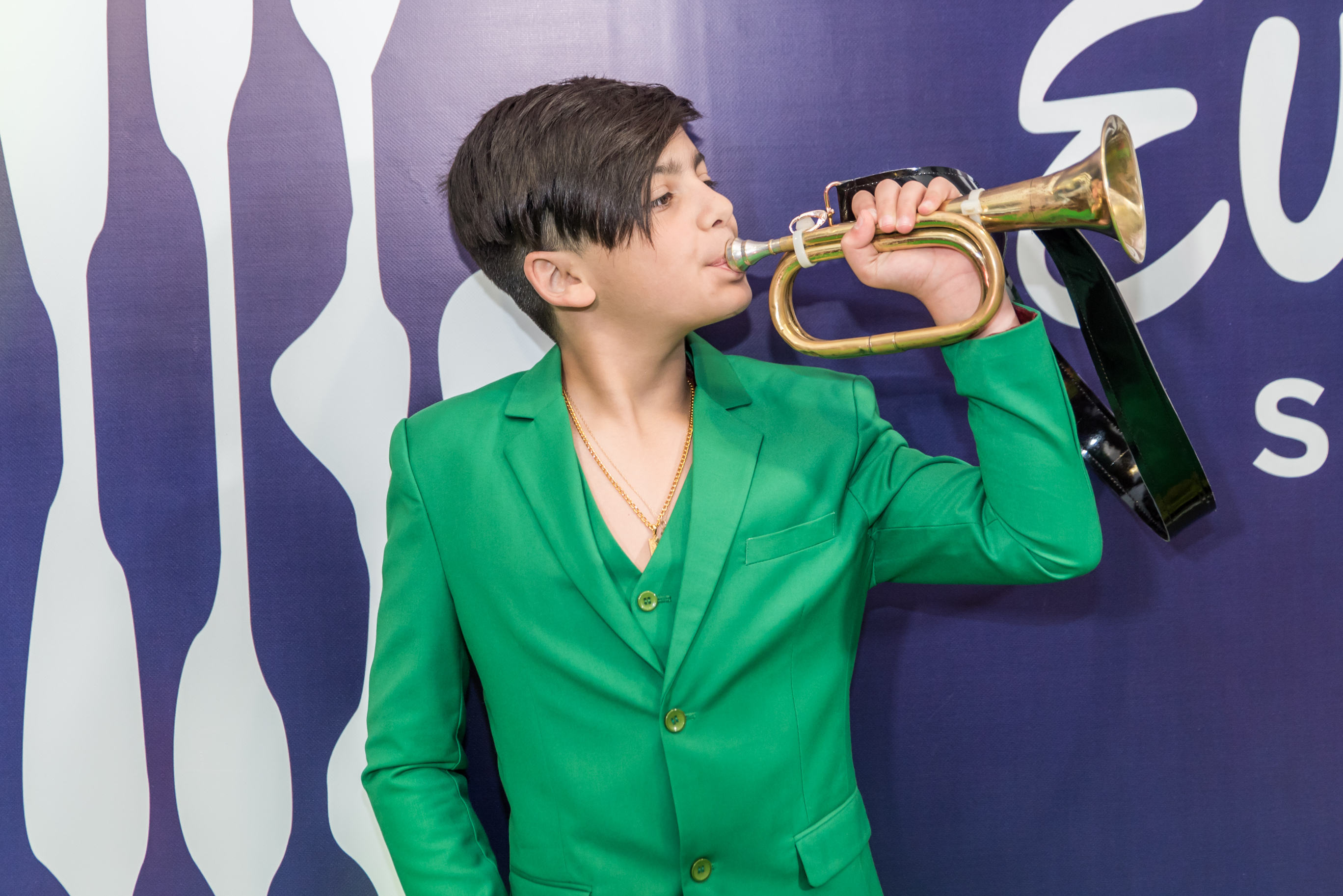
L.E.V.O.N в Минске (2018)
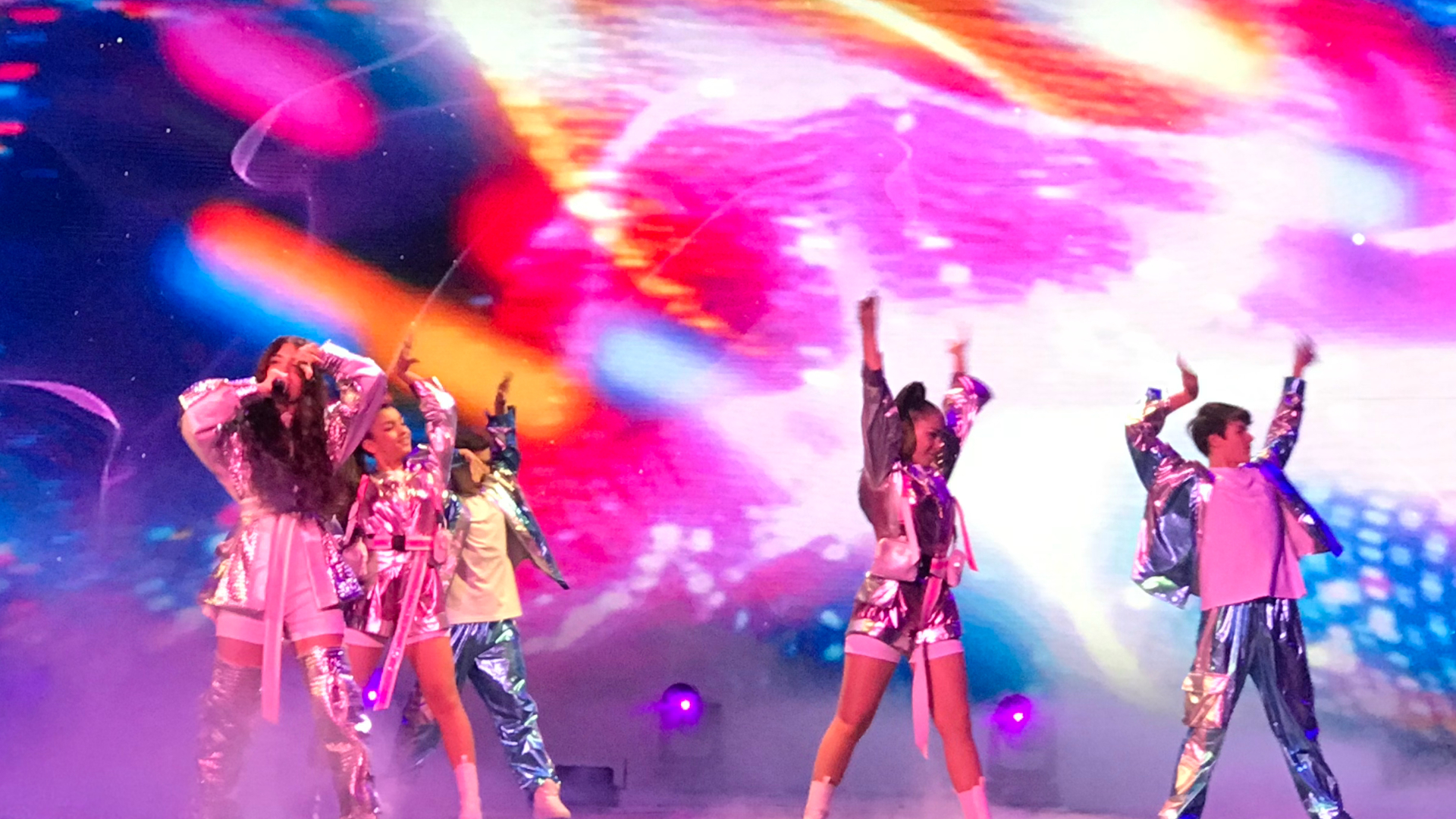
Малена в Париже (2021)
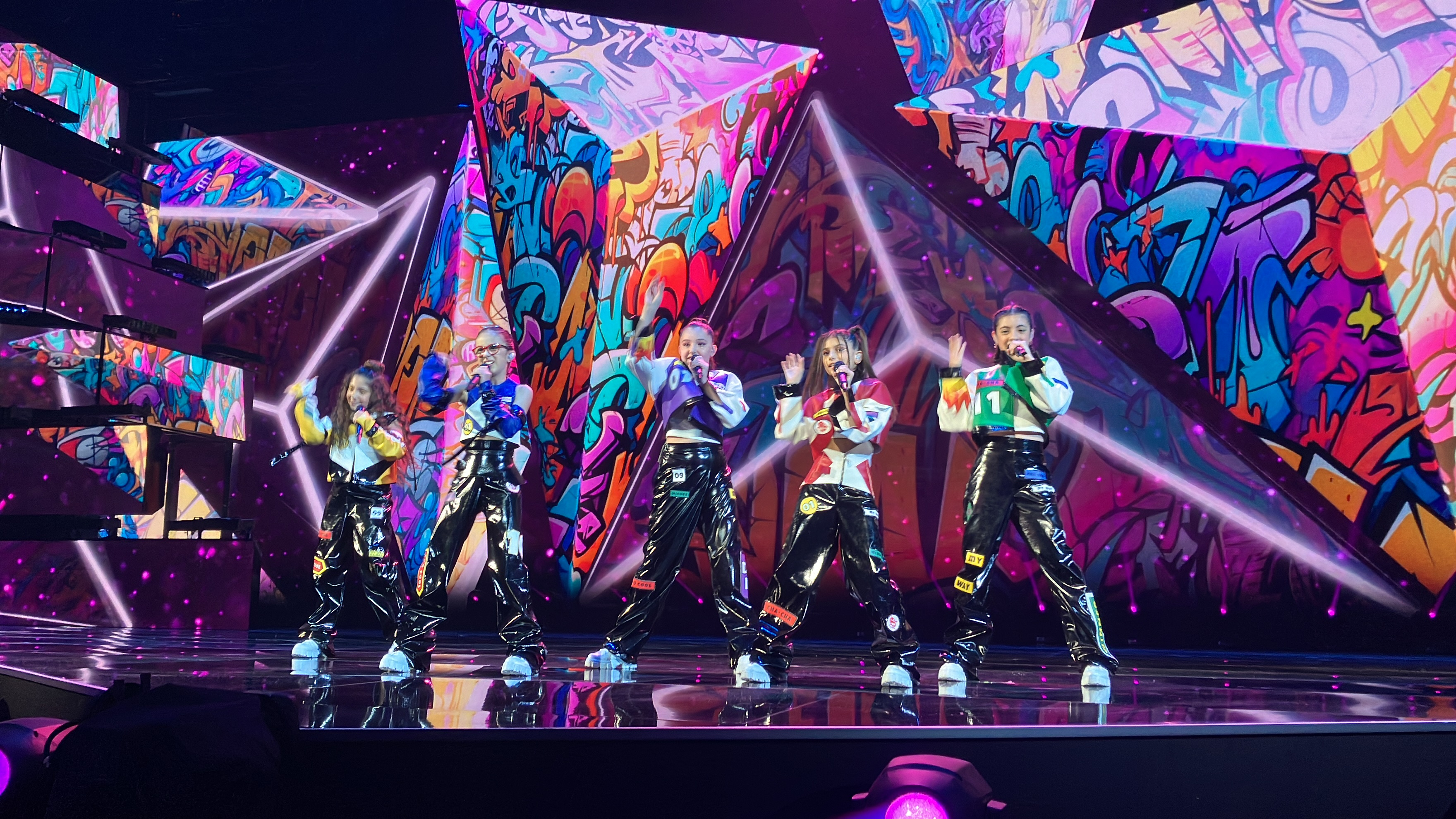
Yan Girls в Ницце (2023)

## Как принимающая страна
| Год  | Город проведения | Место проведения                                       | Ведущие                                                  |
| ---- | ---------------- | ------------------------------------------------------ | -------------------------------------------------------- |
| 2011 | Ереван           | «Спортивно-концертный комплекс имени Карена Демирчяна» | Авет Барсегян и Гоар Гаспарян                            |
| 2022 | Ереван           | «Спортивно-концертный комплекс имени Карена Демирчяна» | Ивета Мукучян, Гарик Папоян, Карина Игнатян, Робот Робин |

## Голоса за Армению (2007—2024)
| №  | Страна             | Армения Отдала | Армения Получила |
| -- | ------------------ | -------------- | ---------------- |
| 1  | Детское жюри       | -              | 25               |
| 2  | Австралия          | 23             | 36               |
| 3  | Азербайджан        | 0              | 0                |
| 4  | Албания            | 31             | 57               |
| 5  | Беларусь           | 93             | 105              |
| 6  | Бельгия            | 17             | 54               |
| 7  | Болгария           | 27             | 64               |
| 8  | Великобритания     | 13             | 20               |
| 9  | Германия           | 5              | 22               |
| 10 | Греция             | 0              | 16               |
| 11 | Грузия             | 177            | 158              |
| 12 | Дания              | 0              | 0                |
| 13 | Израиль            | 6              | 24               |
| 14 | Ирландия           | 2              | 38               |
| 15 | Испания            | 21             | 36               |
| 16 | Италия             | 24             | 26               |
| 17 | Казахстан          | 12             | 23               |
| 18 | Кипр               | 17             | 42               |
| 19 | Латвия             | 0              | 6                |
| 20 | Литва              | 6              | 7                |
| 21 | Мальта             | 82             | 101              |
| 22 | Молдова            | 17             | 24               |
| 23 | Нидерланды         | 95             | 119              |
| 24 | Норвегия           | 0              | 0                |
| 25 | Польша             | 39             | 40               |
| 26 | Португалия         | 14             | 45               |
| 27 | Россия             | 129            | 132              |
| 28 | Румыния            | 4              | 21               |
| 29 | Сан-Марино         | 6              | 23               |
| 30 | Северная Македония | 35             | 89               |
| 31 | Сербия             | 15             | 74               |
| 32 | Словения           | 12             | 18               |
| 33 | Уэльс              | 0              | 0                |
| 34 | Украина            | 75             | 138              |
| 35 | Франция            | 52             | 54               |
| 36 | Хорватия           | 0              | 6                |
| 37 | Черногория         | 0              | 9                |
| 38 | Швейцария          | 0              | 0                |
| 39 | Швеция             | 16             | 50               |
| 40 | Эстония            | 0              | 18               |

### Комментарии
1. ↑  В итоговой таблице конкурса 2009 года указана ничья за второе место между Арменией и Россией, потому что эти страны обе получили баллы от каждой страны.
2. ↑  Страна сняла свою заявку из-за вооружённого конфликта в Нагорном Карабахе.
3. ↑  В песне содержатся фразы на западноармянском языке.